# Erich Heckelmann
Erich Heckelmann (* 20. Februar 1935 in Daaden; † 19. Juni 2022 in Grevenbroich-Neukirchen) war ein deutscher Lehrer und Politiker (SPD).

## Leben
Nach dem Abitur besuchte Heckelmann die Pädagogische Hochschule, legte dort 1957 die Staatsprüfung für das Lehramt ab und besuchte anschließend ein Konservatorium, an dem er 1961 die zweite Staatsprüfung für das Lehramt bestand. Anschließend absolvierte er 1972 bis 1974 ein Fernstudium der evangelischen Theologie an der Universität Tübingen und arbeitete als Leiter einer Arbeitsgemeinschaft für die Fortbildung der Junglehrer.
2007 wurde Heckelmann zum Ehrenvorsitzenden des Aeroclubs Grevenbroich ernannt.
Heckelmann war verheiratet und hatte zwei Kinder, die 1957 und 1962 geboren wurden. Heckelmann verstarb am 19. Juni 2022 in seinem Heimatort Neukirchen, einem Ortsteil der Stadt Grevenbroich.

## Partei
Heckelmann trat 1956 der SPD bei, wurde 1966 Mitglied im Unterbezirksvorstand des Kreises Neuss und leitete diesen bis 1995.

## Abgeordneter
1964 bis 1974 war er Gemeinderat der damals noch selbstständigen Gemeinde Neukirchen und Vorsitzender der SPD-Ratsfraktion.
Von 1964 bis 1974 gehörte er zunächst dem Kreistag des Kreises Grevenbroich an und von 1975 bis 1994 dem des neugegründeten Kreises Neuss, wo er den SPD-Fraktionsvorsitz innehatte. 
Zudem war Heckelmann von 1975 bis 1979 sowie von 1994 bis 1996 Mitglied im Rat der Stadt Grevenbroich, deren erster hauptamtlicher Bürgermeister er von 1994 bis 1999 war.
Dem Landtag von Nordrhein-Westfalen gehörte er vom 17. April 1978 bis 28. Mai 1980 und vom 29. Januar 1981 bis 5. Juli 1996 an. Sein Nachfolger wurde Franz Müntefering.
In der Zeit vom 1. Juni 2001 bis zum 31. Mai 2005 war er als Beauftragter der Landesregierung für Umsiedlungsfragen im Rheinischen Braunkohlerevier tätig.
Für sein vielfältiges politisches und ehrenamtliches Engagement wurde ihm 2001 der Verdienstorden des Landes Nordrhein-Westfalen verliehen.